# Schell Creek Range
Schell Creek Range je pohoří ve východní části kraje White Pine County, na východě Nevady, ve Spojených státech amerických.
Nejvyšší horou pohoří je North Schell Creek (3 622 m).
Schell Creek Range je součástí Velké pánve.

## Geografie

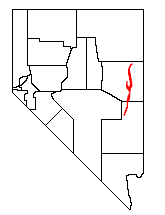
Schell Creek Range na mapě krajů Nevady

Pohoří se rozkládá ze severu k jihu v délce až 200 km. Lze je rozdělit na dvě části, jižní oblast je nižší. Nejvyšší hora této části Mount Grafton má 3 350 m. Severně přes průsmyk Connors Pass pak leží vrcholy South Schell Peak (3 592 m), Taft Peak (3 597 m) a North Schell Peak.